# Bandera Petronor
La bandera Petronor es el premio de una regata que actualmente forma parte de la liga ACT (categoría 1) y que es organizada por el Club de Remo Ciérvana.

## Palmarés
| Edición | Año  | Ganador      | Segundo      | Tercero         |
| I       | 1984 | Aita Mari    | Orio         | Santurce        |
| II      | 1985 | Aita Mari    | Orio         | Kaiku           |
| III     | 1986 | Kaiku        | Santurce     | Ciérvana        |
| IV      | 1987 | San Pedro    | Santurce     | Fuenterrabía    |
| V       | 1988 | San Pedro    | Ciérvana     | Aita Mari       |
| VI      | 1989 | San Pedro    | Aita Mari    | San Juan        |
| VII     | 1990 | San Pedro    | San Juan     | Ciérvana        |
| VIII    | 1991 | San Pedro    | Orio         | Arraun Lagunak  |
| IX      | 1992 | San Pedro    | Aita Mari    | C. Santander    |
| X       | 1993 | San Pedro    | Samertolameu | C. Santander    |
| XI      | 1994 | Orio         | Santurce     | Fuenterrabía    |
| XII     | 1995 | Ondárroa     | Fuenterrabía | San Juan        |
| XIII    | 1996 | Ondárroa     | Elanchove    | Ciérvana        |
| XIV     | 1997 | Orio         | San Pedro    | Trintxerpe      |
| XV      | 1998 | San Pedro    | Hondarribia  | Castro Urdiales |
| XVI     | 1999 | Urdaibai     | Santurce     | Isuntza         |
| XVII    | 2000 | Orio         | San Juan     | Castro Urdiales |
| XVIII   | 2001 | Orio         | Fuenterrabía | Aita Mari       |
| XIX     | 2002 | Castro       | San Juan     | Urdaibai        |
| XX      | 2003 | Trintxerpe   | C. Santander | Luchana         |
| XXI     | 2004 | C. Santander | Arkote       | Ciérvana        |
| XXII    | 2005 | Aita Mari    | Zarauz       | Laredo          |
| XXIII   | 2006 | San Pedro    | Getaria      | Isuntza         |
| XXIV    | 2007 | San Juan     | Guetaria     | Pontejos        |
| XXV     | 2008 | Kaiku        | Isuntza      | San Juan        |
| XXVI    | 2009 | Astillero    | San Juan     | Isuntza         |
| XXVII   | 2010 | Ciérvana     | Camargo      | Santurce        |
| XXVIII  | 2011 | Portugalete  | Lekittarra   | Ciérvana        |
| XXIX    | 2012 | Fuenterrabía | Tirán        | Kaiku           |
| XXX     | 2013 | Ciérvana     | Lekittarra   | Santurce        |
| XXXI    | 2014 | Urdaibai     | Fuenterrabía | Kaiku           |
| XXXII   | 2015 | Urdaibai     | Fuenterrabía | Orio            |
| XXXIII  | 2016 | San Juan     | Urdaibai     | Kaiku           |
| XXXIV   | 2017 | Urdaibai     | Fuenterrabía | Ciérvana        |

- Datos: Q3038978